# 유리 바실리예비치
유리 바실리예비치(Юрий Васильевич, 1532년 10월 30일 ~ 1563년 6월 24일)는 러시아의 황족으로 모스크바 대공국 대공 바실리 3세의 아들이고 러시아 황제 이반 4세의 동생으로 청각장애인이며 30세로 요절했다.